# 錦木塚

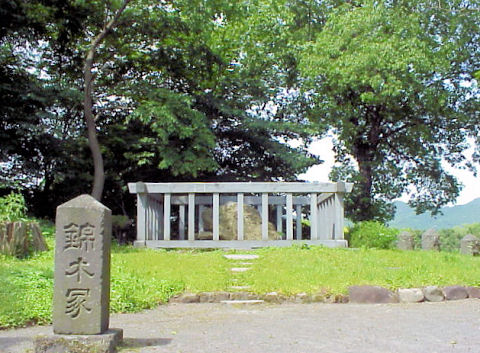
錦木塚

錦木塚（にしきぎづか）は、秋田県鹿角市十和田錦木地区にある塚。

## 概要
能や謡曲の「錦木」、また能因法師の歌「錦木はたてなからこそ朽にけれ けふの細布むねあはしとや」などの歌枕「錦木塚」として全国に知られている。世阿弥の謡曲「錦木」によって世に広がった。近世ではこの地は「歌枕の地」とされており、菅江真澄や古川古松軒および松浦武四郎がそれを記録しているほか、幕府巡見使がここに巡見所を設け、地元民に塚の縁起を聞き、細布の献上をしている。石川啄木も金田一京助から錦木塚の伝説を聞き、この地に足を運び、「鹿角の国を懐う歌」をつくり歌っている。また、長詩「錦木塚」を雑誌明星に発表している。
塚は現在小公園の隅にあり、菅江真澄が犬の伏せた形と表現した大きな置き石がある。
公園内には錦木地区市民センターがあり、そこには資料室が設けられている。この地を訪れた古人や、細布の現物などが展示されている。

## 錦木塚物語
『錦木塚物語』はこの地に伝わる伝承物語である。
昔、鹿角が狭布（きょう）の里と呼ばれていた頃、狭名（さな）の大海(おおみ)という人に政子姫というたいへん美しい娘がいた。政子は布を織ることが巧みだった。東に2里ほど離れた大湯草木集落（三湖伝説の八郎太郎もこの地が出身だと言われている）に錦木を売り買いしている若者がいた。錦木は楓木（かえでのき）、酸木（すのき）、かば桜、まきの木、苦木（にがき）の五種の木をひとつの束にしたもので、男が女の家の門前に錦木を立てて、家の中に招かれると女と気持ちが通じたものとする風習があった。ある日、政子姫の姿を見て心を動かされた若者は、錦木を一束姫の家の門に立てた。若者は来る日も来る日も錦木を立てたが門が開かれることはなかった。
政子姫は子供をさらう大ワシを退けるため、鳥の毛をまぜた布を3年3か月の願をかけて織り続けていた。このため若者の気持ちにこたえることができなかった。錦木があと一束で千束になるという日、若者は門前に降り積もった雪に埋もれ亡くなっていた。2、3日後姫もあとを追うように亡くなった。姫の父の大海はこれを悲しみ、2人を千束の錦木と共に手厚く葬った。この墓は「錦木塚」と呼ばれるようになった。

## 文化と錦木塚伝説

### 世阿弥の錦木
ある僧が、従僧と共に狭夫の里にやって来る。そこへ錦木を手にした里の男と細布を持った女の幽霊が現れ、錦塚のいわれを説明し、塚の中に消える。里の者にいわれを聞いた僧は、塚の前で読経をすると、2人の幽霊が次々に現れ、感謝を述べて、今度は女は男の求婚を受け入れ、男の幽霊は感謝の舞を踊る。朝になると、そこには塚があるだけだった。